# Tomorrow (album SR-71)
Tommorrow è un album studio del gruppo musicale statunitense SR-71, pubblicato il 22 ottobre 2002.

## Tracce
1. They All Fall Down – 3:24
2. Tomorrow – 3:48
3. My World – 3:35
4. Hello Hello – 4:02
5. Truth – 3:48
6. Goodbye – 3:40
7. She Was Dead – 2:31
8. The Best Is Yet to Come – 4:33
9. Broken Handed – 3:48
10. Lucky – 3:17
11. In My Mind – 5:24
12. Non-Toxic – 4:17

## Formazione
- Mitch Allan - chitarra, voce
- John Allen - batteria, cori
- Mark Beauchemin - chitarra, cori
- Jeff Reid - basso, cori
- Kevin Kadish - cori